# Planta

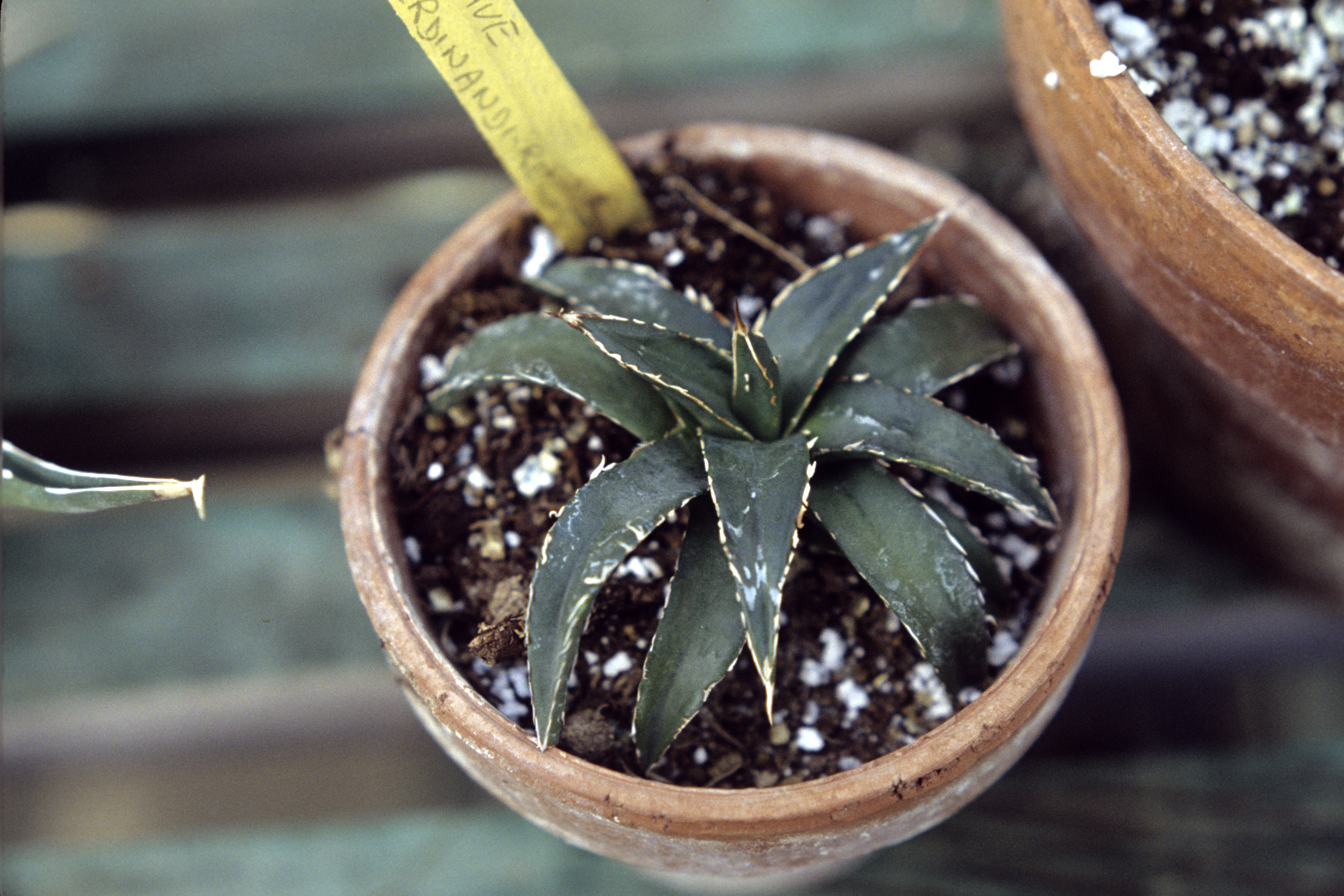
Ej färdigväxta krukväxter är plantor.

Planta syftar vanligtvis på en individuell växt som planterats, ofta en perenn. För att räknas som planta bör växten ha skjutit ett skott över jordytan, men vara långtifrån fullvuxen.
Även mossor och större alger kan ibland omnämnas som plantor.

## Etymologi, andra betydelser
Ordet planta kommer från latinets planta med samma betydelse; ordet kan där även syfta på 'ympkvist'. Ordet är en avledningen till verbet plantare ('odla'), vilket i sin tur är besläktat med planus ('jämn'; se plan). Ordet har funnits i svenska språket sedan fornsvensk tid.
I överförd betydelse kan även unga och utvecklingsbara personer benämnas "plantor". Planta är även en äldre synonym till verbet plantera.